# José Antonio Garrido (baloncestista)
José Antonio Garrido Peñarrubia, (nacido el 16 de febrero de 1931 en  Minglanilla, Cuenca) es un exjugador de baloncesto español.

## Trayectoria
Sus inicios en el baloncesto fueron en el América de Madrid, donde se formó y jugó durante 3 años en el primer equipo, coincidiendo con los hermanos de origen cubano Pedro Alonso y Emilio Alonso. Para la temporada 1950-51 recala en el Real Madrid, donde juega durante cinco temporadas y gana 3 Copas. En 1955 ficha por el Estudiantes, donde ejerce como entrenador-jugador durante 2 años. Después de retirarse se dedicaría a entrenar en el Colegio Nuestra Señora de las Maravillas de  Madrid.